# محمد سرور الصبان
محمد بن سرور الصبان (1316- 1392 هـ / 1898- 1972 م)، رائد الأدباء والمثقفين في مكة المكرمة منذ حكم الهاشميين، أصدر أول كتاب سعودي في العصر الحديث بعنوان (أدب الحجاز)، وهو مؤسس (المكتبة الحجازية) أول مكتبة لبيع الكتب في مكة. توفي في عام 1392هـ/ 1972م في مدينة القاهرة.

## حياته
ولد محمد سرور في القنفذة أواخر سنة 1316 هـ/ 1898م. وبعدما اضطربت الأحوال السياسية في القنفذة؛ بسبب سوء سياسة الدولة العثمانية في الحجاز، انتقل والد محمد سرور الصبان بأسرته إلى جدة وتلقى محمد الصبان في كتاتيبها الدروس ومبادئ القراءة والكتابة والحساب في (كتّاب الشيخ صادق)، وبما أن جدة كانت أيضًا غير مستقرة، فاتجهوا أخيرًا إلى مكة المكرمة واستقروا بها.

## تعليمه
يقول محمد سرور الصبان حول تعليمه في كتابه: (أدب الحجاز): «وتعلمت القراءة والكتابة والتجويد والحساب فقط -فقط لا غير- في جدة ومكة- في المدارس التي كانت موجودة في ذلك الحين وتركتها للحياة العلمية من غير أن أتمم دروسي».
ويقول في موضع آخر من كتابه: «فلم يكن للعلم دور يجد فيه الطالب المتعطش طلبته من العلم والأدب اللهم إلا مدارس ابتدائية ضيق عليها الخناق، لا تتعدى حيزاً محدوداً لها، وإلاَّ كتاتيب بسيطة يفك فيها الطالب الحرف ثم يترك حبله على غاربه يشرق أو يغرب ولم يدرس في المسجد الحرام إلا طرفاً من العلم يتلقاه أنماط من الأهلين والمجاورين على نية الفتوح والبركة لهم، أو علي نية العيش لمعلميهم. على ذلك نشأ جيل الشبيبة وعلى مثل ذلك درج آباؤنا والأجداد منذ ذلك العهد الذي تهدم فيه بنيان العلم في هذا البلد المقدس واندكت فيه صروح الأدب والأدباء».
وأمام الوضع التعليمي السابق في ظل الاضطرابات السياسية التي أثّرت على التعليم سلبًا سواء خلال الحكم العثماني للحجاز أو حكم الأشراف، لم يستطع محمد بن سرور الصبان أن يكمل دراسته، ولكنه عكف على تعليم نفسه وتثقيفها ذاتيًا حتى أصبح من أبرز الأدباء والمثقفين في السعودية، وكون له مكتبة خاصة

## مناصب وأعمال
عين مبكراً كاتب يومية بإدارة بلدية مكة في عام 1336 هـ ثم رقي إلى وظيفة محاسب، فرئيس كتاب وعندما آلت الأمور في هذا البلد إلى عبد العزيز آل سعود عينه رئيس كتاب بلدية مكة المكرمة في عام 1343هـ، ثم سكرتيراً للمجلس الأهلي وترقى في الوظائف الحكومية حتى عين وزيراً للمالية بعد وفاة الملك عبد العزيز، وهي الوزارة التي أقام فيها مبادئ الليبرالية الاقتصادية تأثراً بالفكر الليبرالي المصري. في عهد الملك فيصل بن عبد العزيز آل سعود عينه أميناً عاماً لرابطة العالم الإسلامي بمكة المكرمة سنة 1382 هـ / 1962 كما أنشأ مكتبة ثقافية عامة في كل من مكة المكرمة وجدة.
يعتبر الصبّان من رواد وواضعي النوى الأولى لمؤسسات المجتمع المدني والتي تحققت فاعليتها، ودورها الرمزي، في استقلالها عن المؤسسة السياسية، كمظهر مدني حديث مثل:
- جمعية الإسعاف الخيري: تأسست عام 1934م، والتي تعد نواة المؤسسات الثقافية والأدبية في المملكة، فضلاً عن دورها الصحي والاجتماعي، وجمعية قرش فلسطين التي تأسست عام 1935م)، ولجنة الدفاع عن فلسطين التي تأسست عام 1937م.

والصبان شخصية عرفت بالمناداة بالإصلاح السياسي والاقتصادي والاجتماعي العام. وقد كلفته آراءه الصريحة، ومطالبه بالإصلاح، دخول المعتقل، والحبس لمدة اثنين وعشرين شهراً، قبل أن يعفى عنه.
يعتبر الصبّان من رواد العمل الاقتصادي والتنموي في المملكة، بوصفه مؤسساً لعدد من الشركات الاقتصادية الكبرى، ذات الوظائف التنموية المرتبطة بتحديث المجتمع والدولة، تابعا في ذلك عمل الاقتصادي المصري الكبير طلعت حرب؛ مثل:
شركة الفلاح للسيارات، والشركة العربية للتوفير والاقتصاد، والشركة العربية للصادرات، والشركة العربية للطبع والنشر عام 1935، وشركة ملح وكهرباء جازان، وشركة الزهراء للعمارة، وشركة مصحف مكة. 
- قال عنه أحمد زكي أبو شادي: «انه زعيم الحركة الأدبية في الجزيرة العربية منذ نشأتها».

## إسهاماته
- أشرف من موقعه في وزارة المالية على الإذاعة في سنواتها الأولى، ودعمها بالأموال والموظفين.
- أسس مع آخرين الشركة العربية للطبع والنشر.
- أنشأ بمشاركة آخرين شركة مصحف مكة المكرمة حيث طُبع المصحف بخط محمد طاهر الكردي المتوفى عام 1400هـ/1980م[6]

## مؤلفاته
ألف محمد سرور الصبان أول كتاب أدبي في الحجاز والمملكة العربية السعودية عام 1344هـ، بعنوان (أدب الحجاز) وحرص أن يجمع في هذا الكتاب أدب شباب الحجاز كما أشار في مقدمة الكتاب بأنه: «صفحة فكرية من أدب الشبيبة الحجازية، شعرها ونثرها»، وبذلك ضم الكتاب تراجم موجزة ونماذج من الشعر والنثر لـ 15 أديبًا ومنهم محمد سرور الصبان نفسه. كما أصدر كتابًا آخرًا عام 1345هـ جمع فيه جملة من الآراء والنصوص النثرية في اللغة والأدب الحجازي تحت عنوان (المعرض)، وقد حرص فيه على مناقشة قضية أدبية ملحة في تلك الفترة وطرحها على شكل استفاء وكان السؤال المتعلق به: «هل من مصلحة الأمة العربية أن يحافظ كتابها على وخطباؤها على أساليب اللغة العربية الفصحى، أو يجنحوا إلى التطور الحديث، ويأخذوا برأي العصريين في تحطيم قيود اللغة، ويسيروا على طريقة حديثة عامة مطلقة». وكانت الإجابة على السؤال بين التأييد والرفض.

## انظر ايضاً
- غازي القصيبي
- طاهر زمخشري

## وصلات خارجية
- محمد سرور الصبان.. رائد الأدباء في مكة و«رجل دولة» عمل بصمت.
- محبو الصبان يتذكرونه مثقفا وداعية واقتصاديا.